# Belluno
Belluno (em latim: Bellunum) é uma comuna italiana da região do Vêneto, província de Belluno, com cerca de 36.112 habitantes. Estende-se por uma área de 147,18 km², tendo uma densidade populacional de 238 hab/km². Faz fronteira com Mel, Limana, Longarone, Ponte nelle Alpi, Sedico, Sospirolo, Vittorio Veneto (TV).
Dia 12 de janeiro de 2011 foi aprovado pelo conselho provincial de Belluno em favor de um futuro plebiscito para anexação da província à região de Trentino-Alto Ádige. A solicitação partiu de assinatura de 17 mil cidadãos, em busca de maior autonomia do Trentino-Alto Ádige.
Nessa cidade nasceram dois papas, Gregório XVI e João Paulo I.

## História
A cidade de Belluno foi fundada pelos etruscos, povo que habitava o norte da península itálica antes do Império Romano.

## Demografia
| Variação demográfica do município entre 1861 e 2011                               |
|                                                                                   |
| Fonte: Istituto Nazionale di Statistica (ISTAT) - Elaboração gráfica da Wikipedia |

## Clima
Belluno é a capital de província com clima mais frio da Itália considerando as temperaturas médias do inverno.